# Zdzisław Kieszkowski
Zdzisław Władysław Kieszkowski (ur. 12 października 1937 w Skaryszewie) – polski polityk, samorządowiec, senator III kadencji.

## Życiorys
Ukończył studia w Szkole Głównej Gospodarstwa Wiejskiego. W latach 1954–1975 i 1982–1987 pracował w spółdzielniach i kółkach rolniczych. Od 1973 do 1982 pełnił funkcje publiczne, m.in. naczelnika gminy Skaryszew. W latach 1987–1991 zajmował stanowisko wicewojewody radomskiego.
Sprawował mandat senatora III kadencji z ramienia Polskiego Stronnictwa Ludowego z województwa radomskiego. W 2001 po raz ostatni ubiegał się bez powodzenia o mandat senatora. Od 1998 do 2006 był radnym i starostą powiatu radomskiego. W 2006 nie uzyskał mandatu radnego.
Działacz Ochotniczej Straży Pożarnej. Należy do PSL.
W 2000 odznaczony Krzyżem Oficerskim Orderu Odrodzenia Polski.